# Francesco Pigliaru

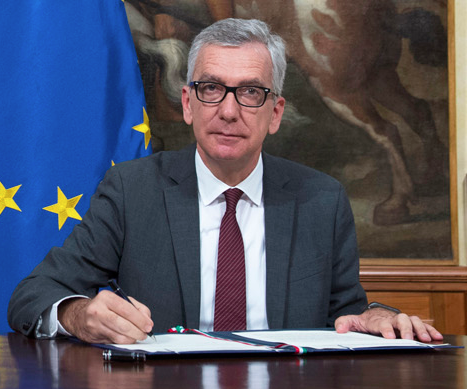
Francesco Pigliaru, 2017

Francesco Pigliaru (* 13. Mai 1954 in Sassari) ist ein italienischer Wirtschaftswissenschaftler, Hochschullehrer und Politiker des sozialdemokratischen Partito Democratico. Von März 2014 bis März 2019 war er Präsident der Autonomen Region Sardinien.

## Leben
Francesco Pigliaru ist Sohn des sardischen Philosophen und Hochschullehrers Antonio Pigliaru. Francesco besuchte ein humanistisches Gymnasium in seiner Heimatstadt Sassari (Liceo classico “Alberto Azuni”) und studierte danach an der Universität Sassari Politikwissenschaften. Im Anschluss absolvierte er bis 1979 ein postgraduales Studium in Energiewirtschaft an der Scuola Superiore di Economia “Enrico Mattei” in Mailand und danach bis 1981 ein Masterstudium in Wirtschaftsphilosophie an der University of Cambridge, für das er ein Stipendium erhielt.
1988 und 1989 lehrte Pigliaru als visiting scholar an der University of California, Berkeley. Von 1993 bis 1998 leitete er das Wirtschaftsforschungsinstitut CRENOS, danach wurde er Ordinarius für Politische Ökonomie an der Universität Cagliari, deren Leitung er seit 2009 als Prorektor angehörte. Daneben war er auch Mitglied des Vorstandes des Banco di Sardegna.
Ab 2003 unterstützte er den späteren Präsidenten der Region Sardinien Renato Soru, insbesondere bei der Verfassung dessen politischen Programms, und nach den gewonnenen Wahlen im folgenden Jahr dann bei der Erstellung des Koalitionsvertrages der Mitte-links-Regierung. Pigliaru selbst wurde regionaler Haushaltsminister, trat jedoch wegen Meinungsverschiedenheiten mit Soru bereits 2006 von diesem Amt wieder zurück. In den zwei Jahren schaffte er die Grundlagen für eine Neuordnung der Finanzbeziehungen zwischen Sardinien und der Zentralregierung in Rom und erreichte eine Rückzahlung ausstehender Beträge an Sardinien. Einen weiteren Schwerpunkt bildeten Anreize für sardische Studenten im Ausland, die mit dem Programm master and back wieder nach Sardinien zurückkommen und dort besser in den Arbeitsmarkt integriert werden sollten.
Am 6. Januar 2014 wurde Francesco Pagliaru vom Partito Democratico als Präsidentschaftskandidat für die am 17. Februar 2014 anstehenden Regionalwahlen ausgewählt, nachdem sich die im September 2013 nach entsprechenden Vorwahlen aufgestellte Francesca Barracciu wegen einer Verwicklung in einen Finanzskandal zurückgezogen hatte. Pagliaru gewann die Direktwahl gegen seinen konservativen Amtsvorgänger Ugo Cappellacci mit 42,45 Prozent der abgegebenen Stimmen.

## Veröffentlichungen (Auswahl)
- John Adams, Francesco Pigliaru: Economic Growth and Change: National and Regional Patterns of Convergence and Divergence. Edward Elgar Publishing, Cheltenham-Northampton 1999.
- Adriana Di Liberto, Roberto Mura, Francesco Pigliaru: How to Measure the Unobservable. A Panel Technique for the Analysis of TFP Convergence. CUEC, Cagliari 2004.
- Alessandro Lanza, Anil Markandya, Francesco Pigliaru: The Economics of Tourism and Sustainable Development. Cheltenham-Northampton, Edward Elgar Publishing, Cheltenham-Northampton 2005.
- Fabio Cerina, Francesco Pigliaru: Agglomeration and Growth in the NEG. A Critical Assessment. CUEC, Cagliari 2005.
- Emanuela Marrocu, Raffaele Paci, Francesco Pigliaru: Gli effetti del capitale pubblico sulla produttività delle regioni italiane. CUEC, Cagliari 2006.